# Magyar Felnőttképző és Tanácsadó Kft.

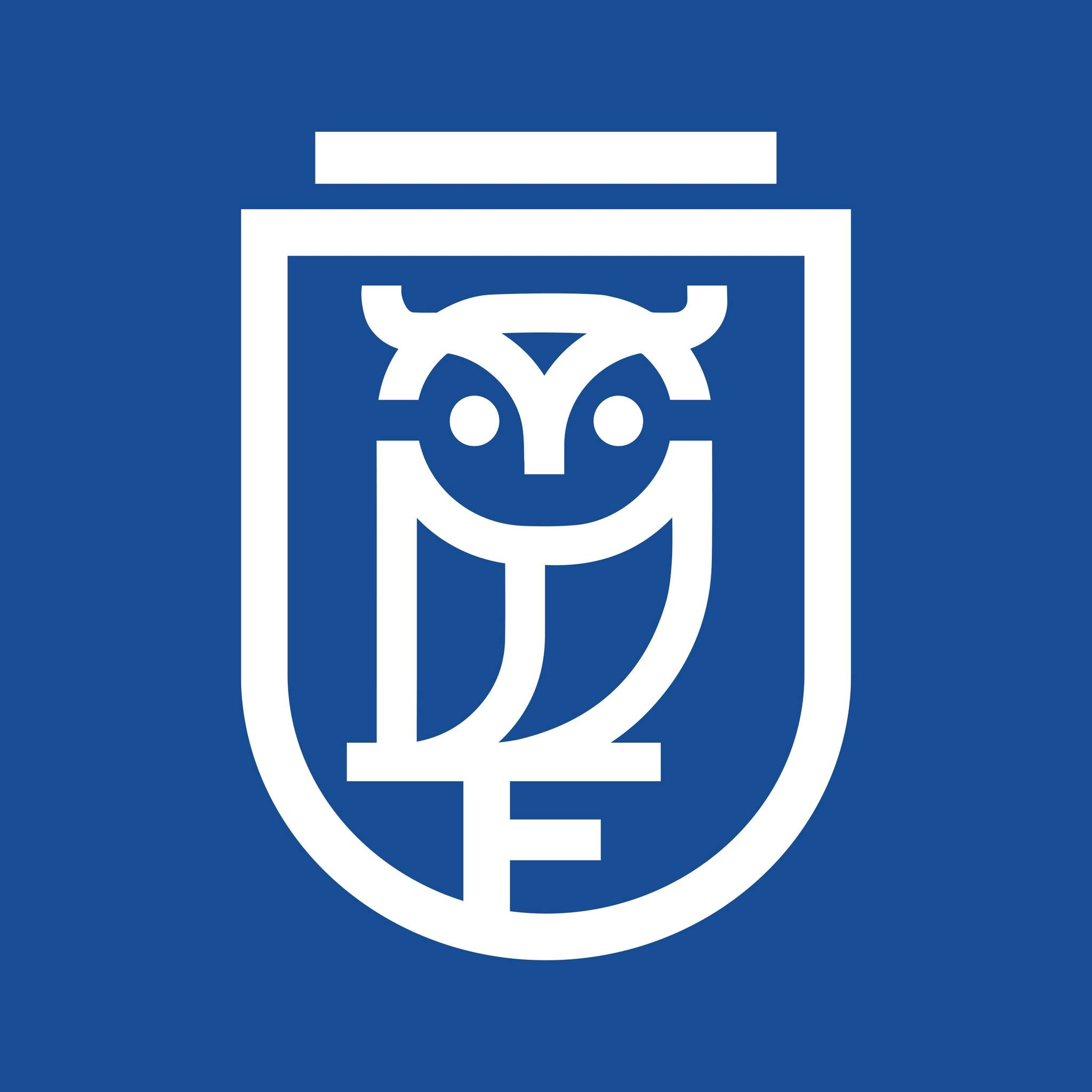
A Magyar Felnőttképző és Tanácsadó Kft. logója

A Magyar Felnőttképző és Tanácsadó Korlátolt Felelősségű Társaság egy 2022-ben alapított, 100%-ban magyar tulajdonú felnőttképzési intézmény. Fő tevékenységi körébe tartozik a felnőttképzés, valamint az ehhez kapcsolódó oktatási feladatok. Ügyfélkörébe magánszemélyek, gazdasági társaságok, önkormányzatok, önkormányzati szervek és közigazgatási intézmények tartoznak.

## Tevékenység
A Magyar Felnőttképző és Tanácsadó Kft. oktatói jellemzően magasan képzett, többdiplomás szakemberek, akik az oktatott előadásokhoz több éves, akár évtizedes gyakorlati tapasztalattal rendelkeznek. Képzéseik egy része kompetenciafejlesztő és művészeti jellegű, míg más része a segítő foglalkozások területén dolgozók számára készült, így például gyásztanácsadók, gyászcsoportvezetők, coachok és trénerek számára szervezett tanfolyamokat is kínálnak.
Az intézmény székhelye Budapesten található, ugyanakkor kiemelt figyelmet fordít a vidéki településeken élők képzésére is. Ennek érdekében számos tanfolyamot online formában, elektronikus úton is meghirdet, valamint igény esetén kitelepülő képzéseket is szervez.

## Pro Educatione Adultorum-díj
A Magyar Felnőttképző és Tanácsadó Kft. 2022-ben alapította meg a Pro Educatione Adultorum-díjat, amely a felnőttképzés területén kiemelkedő szakmai munkát végző szakemberek elismerésére szolgál. A díjat évente adják át ünnepélyes keretek között.

### A díj odaítélése
A díjat a Magyar Felnőttképző és Tanácsadó Kft. vezetése ítéli oda a beérkezett felterjesztések alapján. Az elismerés évente egyszer, ünnepélyes keretek között kerül átadásra, legfeljebb öt személy részére.

### A díj formája
A kitüntetett személy igazoló okiratot és plakettet kap. Utóbbi egy, a ZEMA Porcelán- és Ékszerház által tervezett, egyoldalas, művészi kivitelezésű porcelán plakett. A plakett tartalmazza a Magyar Felnőttképző és Tanácsadó Kft. logóját, az adományozás évét és a „Pro Educatione Adultorum” feliratot.

### 2024-es kitüntetettek
- Prof. Dr. Szenczi Árpád – nyugalmazott főiskolai tanár, a Károli Gáspár Református Egyetem nyugalmazott dékánja
- Kardos Pál – az Országos Polgárőr Szövetség általános és oktatási elnökhelyettese
- Weisz Péter – emeritus főigazgató (Bugát Pál Kórház), a Barankovics Izraelita Műhely vezetője

### 2025-ös kitüntetettek
- Hűvösvölgyi Ildikó – Kossuth-díjas színművész, címzetes egyetemi tanár
- Tolcsvay Béla – Kossuth-díjas zeneszerző, énekmondó, gitáros
- Turi Török Tibor – szobrászművész, író, múzeumalapító
- Kisfaludy András – Balázs Béla-díjas filmrendező, Érdemes és Kiváló Művész

## Együttműködések
A Magyar Felnőttképző és Tanácsadó Kft. 2024. április 1-jétől a Magyar Kormánytisztviselői Kar és a Magyar Rendvédelmi Kar hivatalos együttműködő partnere.

## Kabalafigura
Az intézmény kabalafigurája Bagoly Bertold.